# Lorenzo Lanzi
Lorenzo Lanzi (Cesena, 26 ottobre 1981) è un pilota motociclistico italiano, vincitore del campionato italiano Superstock 1000 nel 2003.
Risiede a San Piero in Bagno. Il suo numero di gara è il 57, in ricordo dell'anno di nascita del padre, deceduto nell'ottobre 2005.

## Carriera
Inizia a gareggiare nel 1989 nel fuoristrada e l'anno successivo è campione italiano minicross. Abbandonato temporaneamente il motociclismo per il calcio, Lanzi torna alle due ruote nel 1996 nel campionato italiano Sport Production, campionato che vince nel 1998 in sella all'Aprilia RS. Dopo un paio di stagioni di apprendistato nel campionato italiano ed in quello europeo nella classi 125 e 250, sbarca nel 2001 nel motomondiale - classe 250 con il team Campetella Racing, disputando 16 gran premi e ottenendo due undicesimi posti (Mugello e Phillip Island) quali migliori piazzamenti in gara.
Nel 2003 viene ingaggiato dal team Rox Racing che decide di affidargli la Ducati 999S preparata per il campionato europeo Superstock. Lanzi sfiora la conquista del titolo europeo e vince il campionato italiano. Nel 2004 compete nel campionato Mondiale Supersport con la Ducati 749 R del team Ducati Breil, chiudendo 5º in classifica generale. Nella stessa stagione partecipa al Gran Premio di Imola nel campionato italiano Supersport chiudendo al terzo posto.
Dopo aver provato la 999 Superbike in una gara del campionato AMA, nel 2005 approda al mondiale Superbike con il team Ducati SC - Caracchi. Verso la fine della stagione, la Ducati gli affida a la 999 ufficiale dell'infortunato Laconi e Lanzi vince subito due corse, in Germania e Francia. 

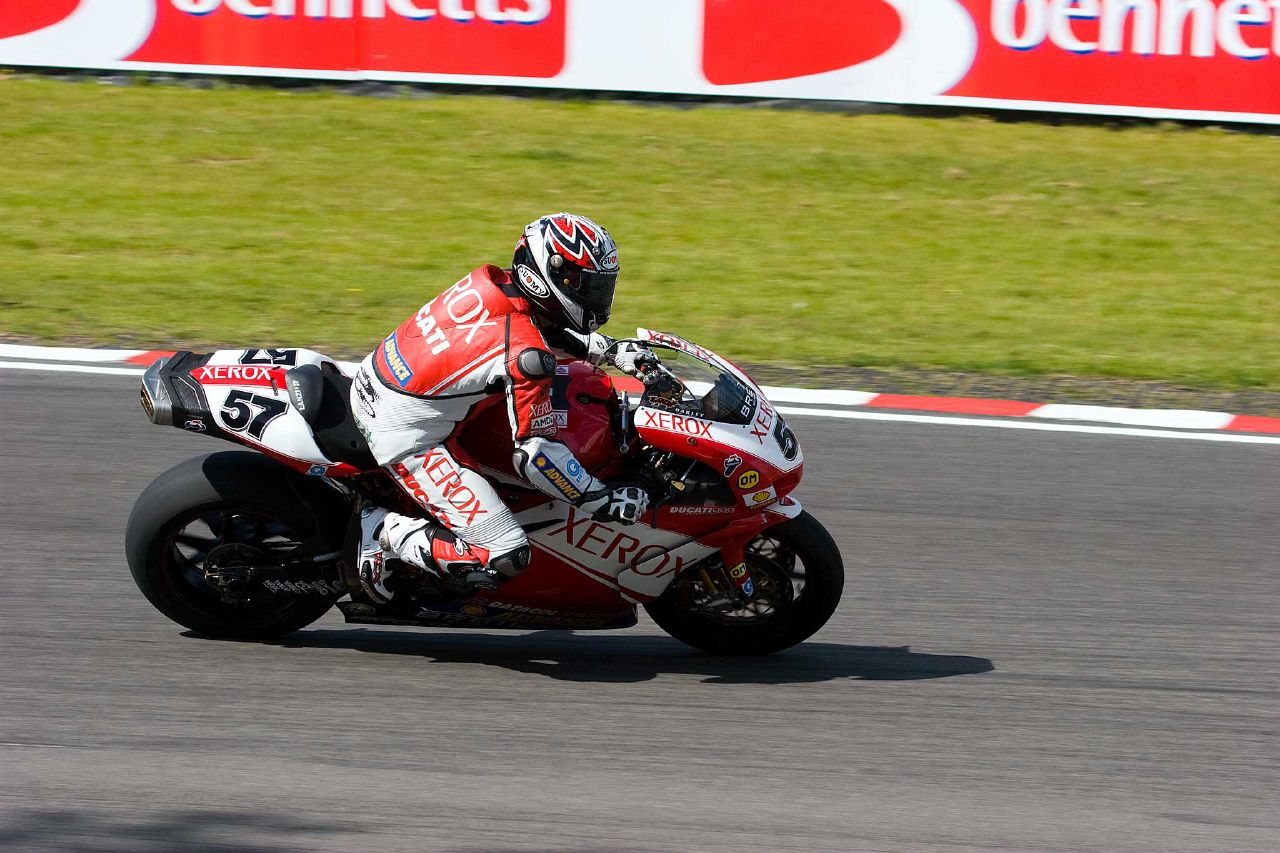
Lanzi sulla 999 nel 2007.

Nel 2006 punta al titolo con una Ducati 999 F06, non ottenendo però i risultati sperati, nel 2007 il team Ducati Corse gli rinnova la fiducia ma la stagione finisce tra alti e bassi.
Nella stagione 2008 è ingaggiato dall'RG team, ed il 6 aprile, sul circuito di Valencia, coglie una vittoria davanti a Troy Bayliss, approfittando della caduta che vede coinvolti Max Neukirchner e Carlos Checa. A causa del ritiro dalle competizioni del team RG, Lanzi è rimasto privo di contratto nell'anno 2009 e nel tentativo di tornare il sella, si accorda con la KTM per correre nel campionato Italiano Superbike, ma il debutto non è mai avvenuto. A seguito del grave incidente occorso a Régis Laconi nelle prove libere del GP a Kyalami, Lanzi ha sostituito il pilota francese nelle restanti gare della stagione. Nel 2010 è stato schierato come pilota dal Team DFX nel mondiale Superbike arrivando al sedicesimo posto finale, mentre nel 2011 è stato chiamato a sostituire l'infortunato James Toseland in seno al team BMW Motorrad Italia a partire dal GP di Misano.
Nel 2012 corre nel mondiale Supersport, sostituendo Lukáš Pešek sulla Honda CBR600RR del team PRORACE al GP di Assen, vincendo la gara partendo dalla ventunesima casella e staccando il secondo pilota sul traguardo di oltre 12 secondi. Nello stesso anno torna a correre nel mondiale Superbike a partire dal GP del Nürburgring sulla Ducati 1098R del team Liberty Racing al posto di Jakub Smrž, con quattro gare disputate e 8 punti ottenuti chiude ventisettesimo in classifica. Nel 2013 partecipa senza ottenere punti, al campionato Italiano Superbike con una MV Agusta F4 RR. A stagione in corso torna nel mondiale Superbike partecipando in qualità di wild card agli ultimi due Gran premi in calendario. Guida una Ducati 1098R del team Mesaroli Transport A.S., riuscendo ad andare a punti in tutte e quattro le gare, con 23 punti chiude la stagione al ventesimo posto. Nel 2014, mentre disputa il campionato tedesco IDM partecipa al Gran Premio di Francia a Magny Cours nel mondiale Superbike in sella ad una Ducati 1199 Panigale R del team 3C Racing. Ottiene un ottavo posto in gara uno ed un quinto posto (migliore dei piloti Ducati in gara) in gara 2, totalizzando 19 punti ed il ventunesimo posto in classifica. Nel biennio 2016-2017 è pilota titolare nel campionato italiano Superbike concludendo al quarto e al tredicesimo posto. Nel 2019 disputa la seconda parte della stagione nel campionato italiano con una BMW S1000RR del team Berclaz Racing Italia, conclude tutte le gare a punti chiudendo tredicesimo.

## Risultati in gara

### Motomondiale
| 1999 | Classe | Moto    |  |  |  |  |     |  |  |  |  |  |  |  |  |  |  |  | Punti | Pos. |
| ---- | ------ | ------- |  |  |  |  | --- |  |  |  |  |  |  |  |  |  |  |  | ----- | ---- |
| 1999 | 125    | Aprilia |  |  |  |  | Rit |  |  |  |  |  |  |  |  |  |  |  | 0     |      |

| 2001 | Classe | Moto    |    |    |    |     |    |    |    |    |    |    |     |     |    |    |     |    | Punti | Pos. |
| ---- | ------ | ------- | -- | -- | -- | --- | -- | -- | -- | -- | -- | -- | --- | --- | -- | -- | --- | -- | ----- | ---- |
| 2001 | 250    | Aprilia | 17 | 17 | 15 | Rit | 11 | 19 | 16 | 14 | 12 | 15 | Rit | Rit | 15 | 11 | Rit | 12 | 23    | 20º  |

| Legenda | 1º posto        | 2º posto            | 3º posto            | A punti      | Senza punti        | Grassetto – Pole position Corsivo – Giro più veloce |
| Legenda | Gara non valida | Non qual./Non part. | Ritirato/Non class. | Squalificato | '-' Dato non disp. | Grassetto – Pole position Corsivo – Giro più veloce |

### Campionato mondiale Supersport
| 2004 | Moto   |   |   |   |    |    |   |    |    |   |   |  |  |  |  | Punti | Pos. |
| ---- | ------ | - | - | - | -- | -- | - | -- | -- | - | - |  |  |  |  | ----- | ---- |
| 2004 | Ducati | 4 | 9 | 6 | 15 | 10 | 4 | 10 | 20 | 4 | 4 |  |  |  |  | 82    | 5º   |

| 2012 | Moto  |  |  |   |  |  |  |  |  |  |  |  |  |  |  | Punti | Pos. |
| ---- | ----- |  |  | - |  |  |  |  |  |  |  |  |  |  |  | ----- | ---- |
| 2012 | Honda |  |  | 1 |  |  |  |  |  |  |  |  |  |  |  | 25    | 17º  |

| Legenda | 1º posto        | 2º posto            | 3º posto           | A punti      | Senza punti        | Grassetto – Pole position Corsivo – Giro più veloce |
| Legenda | Gara non valida | Non qual./Non part. | Ritirato/Non class | Squalificato | '-' Dato non disp. | Grassetto – Pole position Corsivo – Giro più veloce |

### Campionato mondiale Superbike
| 2005 | Moto   |     |    |    |    |     |    |  |  |     |    |   |   |   |   |   |   |   |   |   |   |     |    |   |   |  |  |  |  | Punti | Pos. |
| ---- | ------ | --- | -- | -- | -- | --- | -- |  |  | --- | -- | - | - | - | - | - | - | - | - | - | - | --- | -- | - | - |  |  |  |  | ----- | ---- |
| 2005 | Ducati | Rit | 12 | SQ | 13 | Rit | NP |  |  | Rit | 11 | 5 | 9 | 6 | 6 | 8 | 8 | 7 | 6 | 8 | 1 | Rit | AN | 9 | 1 |  |  |  |  | 150   | 9º   |

| 2006 | Moto   |     |   |    |     |   |   |   |    |    |    |   |   |     |   |    |    |   |   |   |   |   |   |   |   |  |  |  |  | Punti | Pos. |
| ---- | ------ | --- | - | -- | --- | - | - | - | -- | -- | -- | - | - | --- | - | -- | -- | - | - | - | - | - | - | - | - |  |  |  |  | ----- | ---- |
| 2006 | Ducati | Rit | 6 | 11 | Rit | 3 | 3 | 9 | 11 | 13 | 16 | 7 | 7 | Rit | 9 | 12 | 11 | 7 | 6 | 8 | 6 | 6 | 7 | 8 | 7 |  |  |  |  | 169   | 8º   |

| 2007 | Moto   |   |   |   |   |   |   |   |   |   |     |   |     |   |    |   |   |   |   |   |    |   |    |   |   |     |    |  |  | Punti | Pos. |
| ---- | ------ | - | - | - | - | - | - | - | - | - | --- | - | --- | - | -- | - | - | - | - | - | -- | - | -- | - | - | --- | -- |  |  | ----- | ---- |
| 2007 | Ducati | 3 | 7 | 6 | 7 | 5 | 5 | 6 | 5 | 5 | Rit | 7 | Rit | 7 | AN | 6 | 9 | 8 | 7 | 9 | 12 | 8 | 12 | 6 | 7 | Rit | NP |  |  | 192   | 7º   |

| 2008 | Moto   |    |   |    |    |   |    |    |    |    |    |    |    |     |    |   |   |     |    |    |    |     |    |    |    |     |    |  |  | Punti | Pos. |
| ---- | ------ | -- | - | -- | -- | - | -- | -- | -- | -- | -- | -- | -- | --- | -- | - | - | --- | -- | -- | -- | --- | -- | -- | -- | --- | -- |  |  | ----- | ---- |
| 2008 | Ducati | 16 | 6 | 13 | 20 | 1 | 12 | NP | NP | 14 | 11 | 11 | 10 | Rit | 20 | 6 | 6 | Rit | 13 | 11 | 10 | Rit | 11 | 11 | 18 | Rit | 11 |  |  | 109   | 14º  |

| 2009 | Moto   |  |  |  |  |  |  |  |  |  |  |  |  |    |    |    |    |    |    |     |    |  |  |     |    |  |  |  |  | Punti | Pos. |
| ---- | ------ |  |  |  |  |  |  |  |  |  |  |  |  | -- | -- | -- | -- | -- | -- | --- | -- |  |  | --- | -- |  |  |  |  | ----- | ---- |
| 2009 | Ducati |  |  |  |  |  |  |  |  |  |  |  |  | 17 | 14 | 19 | 18 | 14 | 11 | Rit | 15 |  |  | Rit | 11 |  |  |  |  | 15    | 26º  |

| 2010 | Moto   |    |    |    |    |   |    |    |     |    |     |  |  |  |  |    |    |    |    |    |    |    |    |   |   |    |     |  |  | Punti | Pos. |
| ---- | ------ | -- | -- | -- | -- | - | -- | -- | --- | -- | --- |  |  |  |  | -- | -- | -- | -- | -- | -- | -- | -- | - | - | -- | --- |  |  | ----- | ---- |
| 2010 | Ducati | 10 | 13 | 12 | 14 | 8 | 13 | 16 | Rit | 17 | Rit |  |  |  |  | 12 | 13 | 10 | 11 | 15 | 15 | 11 | 13 | 2 | 7 | 11 | Rit |  |  | 88    | 16º  |

| 2011 | Moto |  |  |  |  |  |  |  |  |  |  |    |    |     |    |    |    |  |  |  |  |  |  |  |  |  |  |  |  | Punti | Pos. |
| ---- | ---- |  |  |  |  |  |  |  |  |  |  | -- | -- | --- | -- | -- | -- |  |  |  |  |  |  |  |  |  |  |  |  | ----- | ---- |
| 2011 | BMW  |  |  |  |  |  |  |  |  |  |  | 15 | 11 | Rit | 15 | 17 | 13 |  |  |  |  |  |  |  |  |  |  |  |  | 10    | 24º  |

| 2012 | Moto   |  |  |  |  |  |  |  |  |  |  |  |  |  |  |  |  |  |  |  |  |  |  |    |    |    |    |  |  | Punti | Pos. |
| ---- | ------ |  |  |  |  |  |  |  |  |  |  |  |  |  |  |  |  |  |  |  |  |  |  | -- | -- | -- | -- |  |  | ----- | ---- |
| 2012 | Ducati |  |  |  |  |  |  |  |  |  |  |  |  |  |  |  |  |  |  |  |  |  |  | 14 | 16 | 18 | 10 |  |  | 8     | 27º  |

| 2013 | Moto   |  |  |  |  |  |  |  |  |  |  |  |  |  |  |  |  |  |  |  |  |  |  |  |  |    |   |    |   | Punti | Pos. |
| ---- | ------ |  |  |  |  |  |  |  |  |  |  |  |  |  |  |  |  |  |  |  |  |  |  |  |  | -- | - | -- | - | ----- | ---- |
| 2013 | Ducati |  |  |  |  |  |  |  |  |  |  |  |  |  |  |  |  |  |  |  |  |  |  |  |  | 10 | 9 | 15 | 7 | 23    | 20º  |

| 2014 | Moto   |  |  |  |  |  |  |  |  |  |  |  |  |  |  |  |  |  |  |  |  |   |   |  |  |  |  |  |  | Punti | Pos. |
| ---- | ------ |  |  |  |  |  |  |  |  |  |  |  |  |  |  |  |  |  |  |  |  | - | - |  |  |  |  |  |  | ----- | ---- |
| 2014 | Ducati |  |  |  |  |  |  |  |  |  |  |  |  |  |  |  |  |  |  |  |  | 8 | 5 |  |  |  |  |  |  | 19    | 21º  |

| Legenda | 1º posto        | 2º posto            | 3º posto           | A punti      | Senza punti        | Grassetto – Pole position Corsivo – Giro più veloce |
| Legenda | Gara non valida | Non qual./Non part. | Ritirato/Non class | Squalificato | '-' Dato non disp. | Grassetto – Pole position Corsivo – Giro più veloce |